# Кінорежисер
Кінорежисе́р — режисер кінофільмів.

## Статус
Здійснює організацію творчо-виробничого процесу створення фільму. Розроблює на основі літературного сценарію художню концепцію фільму. Створює на основі затвердженого літературного сценарію режисерський сценарій кінофільму. Забезпечує втілення на екрані творчого задуму, художню якість фільму. Формує творчий склад знімальної групи.

## Загальний опис
Бере участь у складанні кошторису і календарного плану на період режисерської розробки, на підготовчий і знімальний періоди. Забезпечує фактичну відповідність корисного матеріалу метражу, затвердженому режисерським сценарієм, виконання планових термінів на всіх етапах виробництва фільму, а також додержання статей генерального кошторису. Керує монтажем фільму. Здає закінчений виробництвом фільм керівництву кіностудії.

## Різновиди

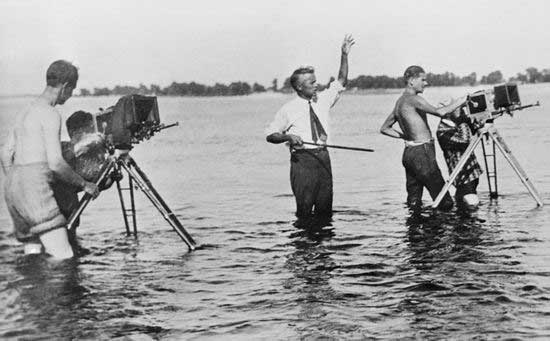
Довженко на зйомках фільму, 1932 р.

Кінорежисер художніх ігрових фільмів
Організовує своєчасне проведення робіт над постановницьким проєктом, бере участь у його створенні і захисті. Керує роботою зі створення пооб'єктних розробок. Організовує підбір іконографічного матеріалу. Складає акторський графік. Бере участь у виборі місць натурних зйомок. Працює по підбору акторів, учасників епізодичних, групових і масових сцен. Організовує фото- і кінопроби акторів.
Проводить попередню репетицію з акторами, керує масовими і груповими зйомками, організовує другий план і, за необхідністю, самостійно здійснює зйомку окремих планів і епізодів. Забезпечує правильні витрати коштів, виділених у генеральному кошторисі на оплату акторів, учасників епізодичних, групових і масових сцен. Бере участь у складанні оперативних планів і щоденних звітів про роботу знімальної групи. Призначає і готує зйомки. Здійснює ретельну і всебічну підготовку кожної знімальної зміни, забезпечуючи злагодженість і безперервність творчого процесу. Призначає і готує акторів на зйомку. Організовує перегляд і обговорення відзнятого матеріалу.
Кінорежисер науково-пізнавальних фільмів
Визначає разом з автором літературного сценарію, науковим консультантом і редактором пізнавально-наукову або навчальну концепцію фільму. Здійснює керівництво творчим і технологічним процесом створення мультиплікації для науково-пізнавальних фільмів. Здійснює керівництво створенням ескізів мультиплікату. Вирішує зображальний стиль мультиплікації і керує графічною розробкою розкадровок. Забезпечує художню, пізнавальну, наукову і технічну якість мультиплікації. Визначає метраж мультиплікаційних кадрів і методологічну послідовність розкриття теми.
Кінорежисер хронікально-документальних фільмів
Керує творчим і виробничим процесом створення хронікально-документальних фільмів чи періодичних випусків кінохроніки (журнали, спецвипуски. Забезпечує достовірність використаного у фільмі матеріалу. Визначає спільно з композитором і музичним оформлювачем характер музичного і шумового оформлення картини, монтажний ритм і переходи між окремими епізодами.
Першим кінорежисером прийнято вважати Сесіля Блаунта де Міля (народився в 1881 році). Саме він першим став влаштовувати попередні перегляди, рекламувати кінозірок і, головне, з'явився на знімальному майданчику з мегафоном.

## Європейські кінорежисери
- Іржі Менцель — Чехія
- Ян Шверак — Чехія
- Роберто Росселліні — Італія
- Ферзан Озпетек — Італія
- Анджей Жулавські — Польща Франція
- Фатіх Акін — Німеччина Туреччина
- Уве Болл — Німеччина
- Вім Вендерс — Німеччина
- Райнер Вернер Фассбіндер — Німеччина
- Вернер Герцоґ — Німеччина
- Мікеланджело Антоніоні — Італія
- Франсуа Трюффо — Франція
- Отар Іоселіані — Франція
- Ерік Ромер — Франція
- Клод Шаброль — Франція
- Жан-П'єр Жене — Франція
- Каро Марк — Франція
- Патріс Шеро — Франція
- Інгмар Бергман — Швеція
- Ларс фон Трієр — Данія
- Анджей Вайда — Польща
- Мілош Форман — Чехія США
- Педро Альмодовар — Іспанія
- Юрій Якубиско — Словаччина

## Американські кінорежисери
- Тім Бертон
- Джордж Лукас
- Стівен Спілберг
- Клінт Іствуд
- Альфред Хічкок
- Тоні Скотт
- Квентін Тарантіно
- Стенлі Кубрик
- Мілош Форман
- Джон Ву
- Девід Лінч
- Джеймс Кемерон
- Джон Уотерс
- Джон Кассаветес
- Макджі

## Азійські кінорежисери
- Кім Кі Дук
- Цай Миньлянь
- Чен Кайге
- Такеші Кітано
- Цуї Харк

## Британські кінорежисери
- Рідлі Скотт
- Ґай Річі

## Австралійські й океанські режисери
- Пітер Джексон — Нова Зеландія